# Ereunetea
Ereunetea là một chi bướm đêm thuộc họ Geometridae.

## Các loài
- Ereunetea fulgida Warren, 1899
- Ereunetea fulgida Warren, 1899
- Ereunetea minor (Holland, 1893)
- Ereunetea reussi (Gaede, 1914)